# باشگاه فوتبال شهرداری اراک
باشگاه فوتبال شهرداری اراک یک باشگاه فوتبال ایرانی در شهر اراک می‌باشد.
این باشگاه در سال ۱۳۹۰ و با انتقال امتیاز از باشگاه فوتبال همیاری اراک تأسیس شده‌است.
در سال ۹۰ شهرداری شهر اراک باشگاه را در اختیار گرفت اما روند ناامید کننده باشگاه پایان نیافت و سرانجام پس از یازده فصل رقابت در دسته اول با اتمام فصل ۹۱–۹۲ باشگاه به دسته دوم سقوط کرد. پس از یک فصل شرکت در دسته دوم و در پایان لیگ ۹۲–۹۳ باشگاه در رتبه سیزدهم لیگ دو قرار گرفت و به دسته سه فوتبال ایران سقوط کرد. و در نهایت در سال ۱۳۹۳ این باشگاه منحل شد و سهمیه این باشگاه را کارخانه آلومینیوم سازی اراک خرید.

## نام‌های پیشین
- صنایع اراک (۲۰۰۲–۲۰۰۸)
- آلومینیوم سازی اراک (۲۰۰۸-سپتامبر ۲۰۰۹)
- شن‌سای اراک (سپتامبر ۲۰۰۹-آگوست ۲۰۱۰)
- همیاری اراک (آگوست ۲۰۱۰–۲۰۱۱)
- شهرداری اراک (۲۰۱۱-سپتامبر ۲۰۱۴)
- آلومینیوم اراک (سپتامبر ۲۰۱۴)
- شهرداری اراک (۲۰۱۵)

## عملکرد
| فصل       | لیگ                | رتبه            | جام حذفی         |  |
| --------- | ------------------ | --------------- | ---------------- |  |
| ۲۰۰۶–۰۷   | لیگ آزادگان        | هشتم            | یک شانزدهم نهایی |  |
| ۲۰۰۷–۰۸   | لیگ آزادگان        | دهم             | یک هشتم نهایی    |  |
| ۲۰۰۸–۰۹   | لیگ آزادگان        | چهارم           |                  |  |
| ۱۰–۲۰۰۹   | لیگ آزادگان        | یازدهم          | مرحله سوم        |  |
| ۱۱–۲۰۱۰   | لیگ آزادگان        | یازدهم          | مرحله سوم        |  |
| ۱۲–۲۰۱۱   | لیگ آزادگان        | چهارم           | یک شانزدهم نهایی |  |
| ۱۳–۲۰۱۲   | لیگ آزادگان        | گروه ۱ / سیزدهم | حضور نداشت       |  |
| ۱۴–۲۰۱۳   | لیگ دسته دوم ایران | گروه ب / سیزدهم |                  |  |
| ۲۰۱۵–۲۰۱۴ | لیگ دسته سوم ایران |                 |                  |  |

## مربیان باشگاه
| - حسین کازرانی (۲۰۰۲–۲۰۰۳) - منصور پورحیدری (۲۰۰۳–۲۰۰۶) - فراز کمالوند (۲۰۰۷–۲۰۰۸ مارس) - ناصر ابراهیمی (مارس ۲۰۰۸-ژوئن ۲۰۰۸) - جواد زرینچه (جولای ۲۰۰۸-جولای ۲۰۰۹) - Castro Flore (سپتامبر ۲۰۰۹-اکتبر ۲۰۰۹) - Savio Sousa (اکتبر ۲۰۰۹-می ۲۰۱۰) | - یعقوب وطنی (۲۰۱۰–۲۰۱۱) - نادر دست‌نشان (۲۰۱۱–۲۰۱۲) - علی حنطه (۲۰۱۲) - حمید جعفری (2012- Nov ۱۲) - ابوالفضل قدمیان (Nov 2012-Jan 2013) - محمد نوازی (Jan 2013-Feb 13) - اصغر شرفی (Feb 2013-April 13) - مهدی پاشازاده (Sep 2014–Jul 2015) - غلامرضا دلگرم (Jul 2015) |